# Браш, Джордж Джарвис
Джордж Джарвис Браш (англ. George Jarvis Brush; 1831—1912) – американский геолог и горный инженер.

## Биография
Родился  15 декабря 1831 года в Бруклине, Нью-Йорк.
Своё образование начал в Йельском университете в 1848 году с курсов Бенджамина Силлимана и Джона Питкина Нортона по практической химии и сельскому хозяйству; также изучал химию, металлургию и минералогию.
В 1850 году Браш уехал работать с Бенджамином Силлиманом, в 1852 году он получил степень доктора философии (Ph.D.) в Йельском университете. С 1852 по 1855 год Джордж Браш работал учился в Университете Вирджинии, а также в Мюнхене и Фрайберге. В 1855 году он вернулся в США и работал в Sheffield Scientific School (Нью-Хейвен, Коннектикут) в качестве профессора на факультете металлургии и позже минералогии. Начал заниматься обширной исследовательской работой над коллекцией минералов. 

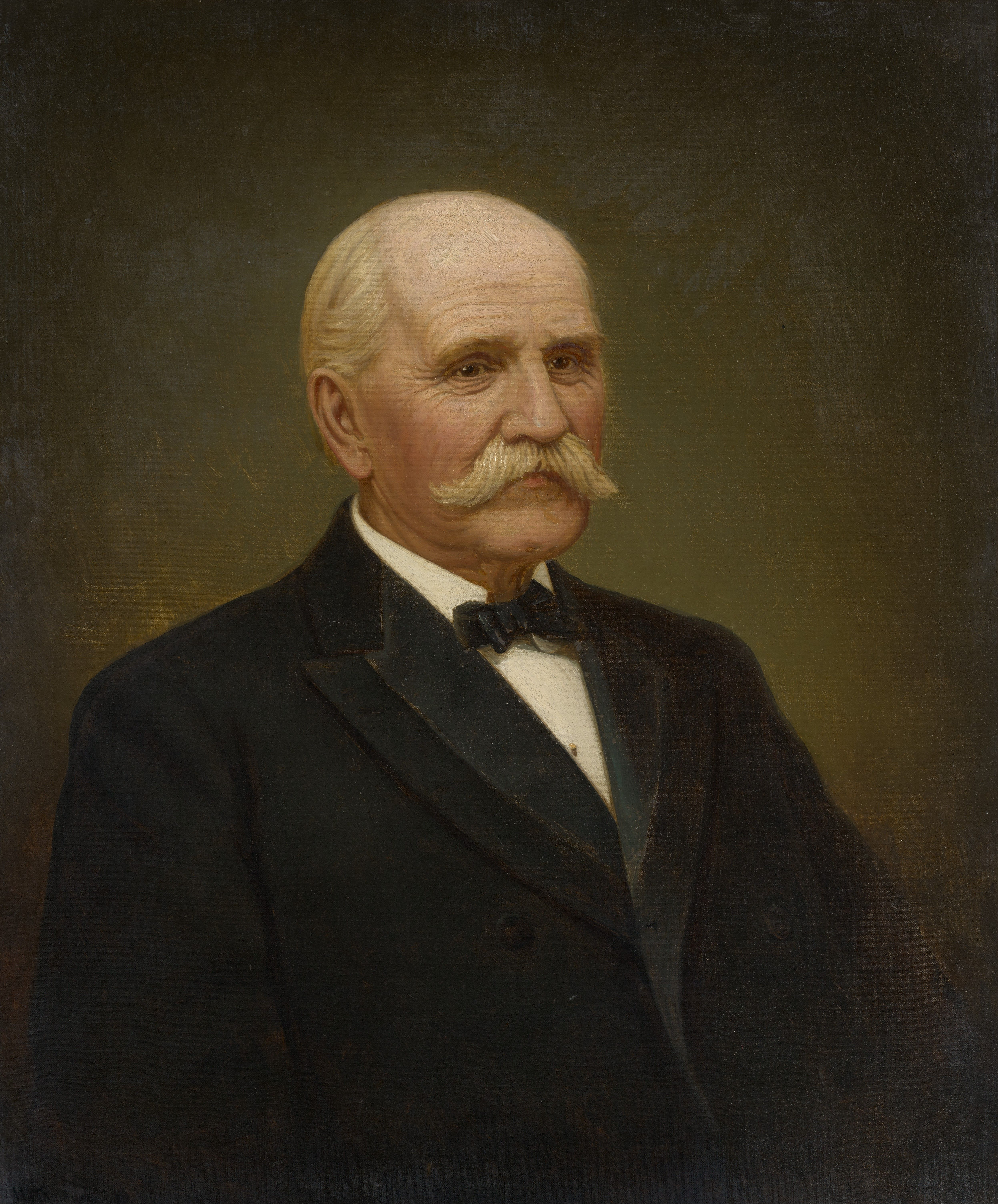
Портрет Джорджа Браша работы Гарри Томпсона

Джордж  Браш был назначен первым куратором музея Peabody Museum of Natural History в Йельском университете, был членом Академии искусств и наук Коннектикута (Connecticut Academy of Arts and Sciences). В 1872 году Браш стал первым директором Sheffield Scientific School, где также руководил минералогией. В 1881 году он являлся президентом Американской ассоциации содействия развитию науки; опубликовал много работ в американских журналах, включая American Journal of Science.
В 1898 году Браш уволился с преподавания и управления в Шеффилде, но до 1911 года он продолжал работать в школе в качестве секретаря, казначея и президента правления. В 1904 году он пожертвовал школе свою коллекцию полезных ископаемых, а также средства на её содержание. Изначально находившаяся в Хаммонд-холле Йельского университета, теперь она находится в ведении Отдела минералогии Peabody Museum of Natural History.
Умер 6 февраля 1912 года в Нью-Хейвене, Коннектикут. Был похоронен на городском кладбище Grove Street Cemetery.
В честь американского учёного геологом G. E. Moore был назван минерал брушит.